# Pałac w Pakosławsku
Pałac w Pakosławsku – wybudowany w drugiej połowie XIX w., w Pakosławsku.

## Położenie
Pałac położony jest we wsi  w Polsce, w województwie dolnośląskim, w powiecie milickim, w gminie Cieszków.
Piętrowy pałac wybudowany na planie kwadratu, kryty dachem czterospadowym z lukarnami. 